# 3060减碳行动
3060减碳行动（英語：Green Passport）是一个区块链绿色行为碳资产数据平台。基于区块链的非同质化代币，用于记录机构和个人的绿色行为﹑绿色消费﹑绿色积分及碳资产等的工具。目前已与生态环境部宣传教育司签订5年合作协议。